# Agranatova komise
Agranatova komise (hebrejsky: ועדת אגרנט) byla oficiální národní vyšetřovací komise jmenovaná izraelskou vládou k prošetření nedostatečné připravenosti před vypuknutím jomkipurské války. Předsedal jí předseda nejvyššího soudu Šimon Agranat a jejími dalšími členy byli soudce nejvyššího soudu Moše Landau, státní kontrolor Jicchak Nebenzahl a bývalí náčelníci Generálního štábu Izraelských obranných sil (IOS) Jigael Jadin a Chajim Laskov.

## Rozhodnutí
Prozatímní zpráva komise, vydaná 1. dubna 1974, označila za hlavní viníky nepřipravenosti armády a její nedostatečné reakce v počátcích války náčelníka Generálního štábu Davida Elazara, náčelníka vojenské zpravodajské služby Elijahu Ze'ira a náčelníka jižního velitelství Šmu'ela Gonena. Komise vydala doporučení týkající se šesti osob:
- bylo doporučeno odvolat náčelníka Generálního štábu IOS Davida Elazara; komise ve zprávě uvedla, že nese „osobní zodpovědnost za vyhodnocení situace a připravenost IOS,“ dále byl obviněn, že nedokázal připravit podrobný obranný plán[1]
- bylo doporučeno propustit náčelníka vojenské rozvědky Elijahu Ze'ira a jeho zástupce Arje Šaleva
- bylo doporučeno převelet šéfa egyptské sekce vojenské rozvědky podplukovníka Jonu Bandmana a šéfa rozvědky jižního velitelství podplukovníka Gedeliu mimo oblast zpravodajských služeb
- bylo doporučeno propustit z aktivní služby velitele jižního velitelství Šmuela Gonena

V důsledku těchto nálezů Elazar rezignoval na post náčelníka Generálního štábu a Ze'ira a Gonen byli odvoláni z aktivní služby. Ministerská předsedkyně Golda Meirová, přestože byla zprávou ospravedlněna, podala měsíc poté kvůli tlaku veřejnosti, demisi. Podobně jako Meirová vyšel z vyšetřování Agranatovy komise i ministr obrany Moše Dajan, u něhož komise také neshledala pochybení, neboť podle ní „rezortu ministerstva nepříslušelo zpochybňovat informace a analýzy generálního štábu.“ I na Dajana se snesla silná kritika jak ze strany veřejnosti, tak z vojenských kruhů. Pod tíhou kritiky a po otřesu, který znamenal masakr v severoizraelském městě Kirjat Šmona, nakonec Dajan rezignoval.